# Mihail Căpitanovici
Mihail Căpitanovici (1889 - ? ),  a fost un medic militar român, care a condus Direcția Militară a Ministerului Apărării Naționale în perioadele 1941-1942 și 1943-1944, în timpul celui de-al Doilea Război Mondial.
După instalarea guvernului Petru Groza generalul de brigadă medic Mihail Căpitanovici a fost trecut din oficiu în poziția de rezervă, alături de alți generali, prin decretul nr. 860 din 24 martie 1945, invocându-se legea nr. 166, adoptată prin decretul nr. 768 din 19 martie 1945, pentru „trecerea din oficiu în rezervă a personalului activ al armatei care prisosește peste nevoile de încadrare”.

## Decorații
- Ordinul „Steaua României” în gradul de ofițer (8 iunie 1940)[4]